# Гастелл, Норберт
Норберт Гастелл (14 октября 1929 — 26 ноября 2015 года) — рождённый в Аргентине немецкий актёр дубляжа, который специализировался на дубляже. Он родился в немецкой семье, но вырос в Аргентине. Он переехал в Мюнхен в 1938 году.
Гастелл наиболее запомнился в Германии как голос Гомера Симпсона в немецкой версии Симпсонов, которые впервые вышли в эфир в 1991 году. Он также запомнился за озвучивание персонажа Тревора Окмонека в ситкоме Альф, тренера Пантуссо в Cheers и Корнелиуса Фаджа в Гарри Поттере. Он также активно участвовал в радиопостановках.
Умер в Мюнхене в возрасте 86 лет.

## Фильмография
- 1964: Kommissar Freytag
- 1966: Raumpatrouille
- 1967: Flucht ohne Ausweg
- 1971: Операция Валькирия
- 1972: Die rote Kapelle
- 1974: Mordkommission
- 1979: Der Millionenbauer — Herzkasperl
- 1980: Merlin
- 1980: Aktenzeichen XY … ungelöst — Kommissar im Fall «Hans Himmelsdorfer»
- 1984: Die Wiesingers
- 1985: Tatort — Schicki-Micki
- 1987: SOKO 5113 — Der vierte Mann
- 1988: Betrayed
- 1989: Löwengrube
- 1989—2006: Forsthaus Falkenau
- 1993: Tatort — Flucht nach Miami
- 1994: Mutter, ich will nicht sterben!
- 1995: Tödliche Wahl
- 2001: Samt und Seide